# Jan-Hendrik Becking
Jan-Hendrik Becking (Blora, Midden-Java, Nederlands-Indië, 9 juni 1924 — Wageningen, 16 januari 2009) was een Nederlands microbioloog, plantenfysioloog en ornitholoog.

## Levensloop
Jan-Hendrik Becking was de tweede zoon van Johannes Hendrikus Becking, bosbouwinspecteur en later hoofdinspecteur en hoofd van de "Dienst van het Boschwezen in Nederlandsch-Indië". Tot aan zijn 21e jaar verbleef hij op Java waar hij ook de oorlog en de Japanse bezetting van Nederlands-Indië meemaakte. Via contacten die zijn vader door zijn werk had, leerde Becking in Indië bekende zoölogen en ornithologen als Hans Kooiman (1905-1989) en Max Bartels jr. (1902-1943) kennen. Daardoor ging hij vaak met zijn oudere broer Rudy (Rudolph Willem) mee op expedities naar afgelegen natuurgebieden op Java.
Op het Zoölogisch Museum Buitenzorg (Bogor), leerde hij de kunst van het opzetten van de preparateur P.F. Franck. Zo verzamelde hij dieren voor het museum en bouwde hij ook een eigen collectie op die uiteindelijk bestond uit ongeveer 500 vogels en zoogdieren. Een zeer belangrijke leerschool voor hem was de grootste en best gedocumenteerde privé-verzameling van vogels en eieren van vogels van Java van de familie Bartels te Ciparay (West-Java). Aan Becking, als 17-jarige, werden verantwoordelijke taken toevertrouwd bij het onderhoud van deze collectie, zoals het in kaart brengen en catalogiseren van onderdelen.
Na de Tweede Wereldoorlog studeerde Becking biologie aan de Universiteit van Leiden. In 1954 werkte hij als microbioloog in Delft onder de hoogleraar microbiologie Albert Kluyver (1888-1956). Op 30 mei 1956 promoveerde op een proefschrift On the mechanism of ammonium ion uptake by maize roots. Becking werd in 1956 aangesteld bij het Instituut voor Microbiologie van de Landbouwhogeschool Wageningen. Tussen 1966 en 1989 werkte hij aan het Instituut voor Toepassing van Atoomenergie in de Landbouw (Euratom-ITAL) te Wageningen en was hij docent microbiologie aan de Landbouwuniversiteit aldaar.

## Zijn werk als microbioloog
Als specialist op het gebied van natuurlijke stikstofbinding verwierf hij internationale erkenning. Een aantal van zijn publicaties verscheen in het gerenommeerde tijdschrift Nature. In 1965 ontving hij tijdens het symposium "Microbiologie du sol" voor zijn werk de Medaille Pasteur van het Institut Pasteur. Vanaf 1971 reisde Becking regelmatig naar Java voor onderzoek naar de natuurlijke stikstofbinding in rijstvelden door micro-organismen in de vlotvaren Azolla.

## Zijn betekenis als ornitholoog
De vogels van Java (zijn hobby) hielden hem echter ook voortdurend bezig. Technieken waar hij als microbioloog vertrouwd mee was, zoals de analyse van eiwitten door middel van gel-elektroforese, paste hij toe op de eischalen van himalayakoekoek Cuculus saturatus en andere soorten uit het geslacht Cuculus. Dit is een groep soorten uit Zuidoost-Azië met een ingewikkelde systematiek. Daarnaast maakt hij studie van de geluiden met behulp van geluidspectrogrammen (sonogrammen).
Verder maakte hij studie van de reuzensalangaan (Hydrochous gigas) een soort gierzwaluw die broedt onder watervallen. In 1994 schreef hij een artikel over de angelinadwergooruil (Otus angelinae) die hij in 1990 op Java ontdekte en waarover nog weinig bekend was.
Over deze onderzoeken publiceerde hij in belangrijke ornithologische vaktijdschriften.

## Zijn nalatenschap
Becking hield zich ook bezig met de geschiedenis van het wetenschappelijk onderzoek in Nederlands-Indië en Indonesië. Hij schreef een biografie over Henri Jacob Victor Sody (1892-1959), een pionier op het gebied van de zoölogie en ornithologie van Java. Sody was een van de wetenschappers die tijdens de oorlog werden geïnterneerd en wier collecties door de politieke onrust beschadigd en verstrooid raakten. Beckings grootste zorg was het bewerken van de collectie Bartels, opgezet door Max Eduard Gottlieb Bartels (1871-1936). Deze collectie heeft de oorlog overleefd. Delen bevonden zich nog in Bogor en een groot deel berustte bij het Zoölogisch Museum Amsterdam. In 2011 werd alles ondergebracht bij het Naturalis Biodiversity Center te Leiden. Deze hele collectie bevat veel zeldzame specimens en zeer gedetailleerde informatie in de vorm van (handgeschreven) documenten. Hieronder de briefwisseling tussen de vader M.E.G. Bartels met zijn zonen Max, Ernst en Hans en met Otto Finsch (te Leiden) en Erwin Stresemann (in Berlijn) en een aantal andere wetenschappers. Deze documenten vormen van een interessante bron van informatie waarmee enkele open vragen over de ornithologie van Java kunnen worden opgelost. In een postuum verschenen artikel toont Becking aan dat delen van deze collectie zijn ontvreemd en sommige documenten vervalst.